# كاترين هال
كاترين هال (بالإنجليزية: Catherine Hall)‏ هي مؤرخة بريطانية، ولدت في 1946 في Kettering ‏ في المملكة المتحدة.